# Canadian Pacific Hotels

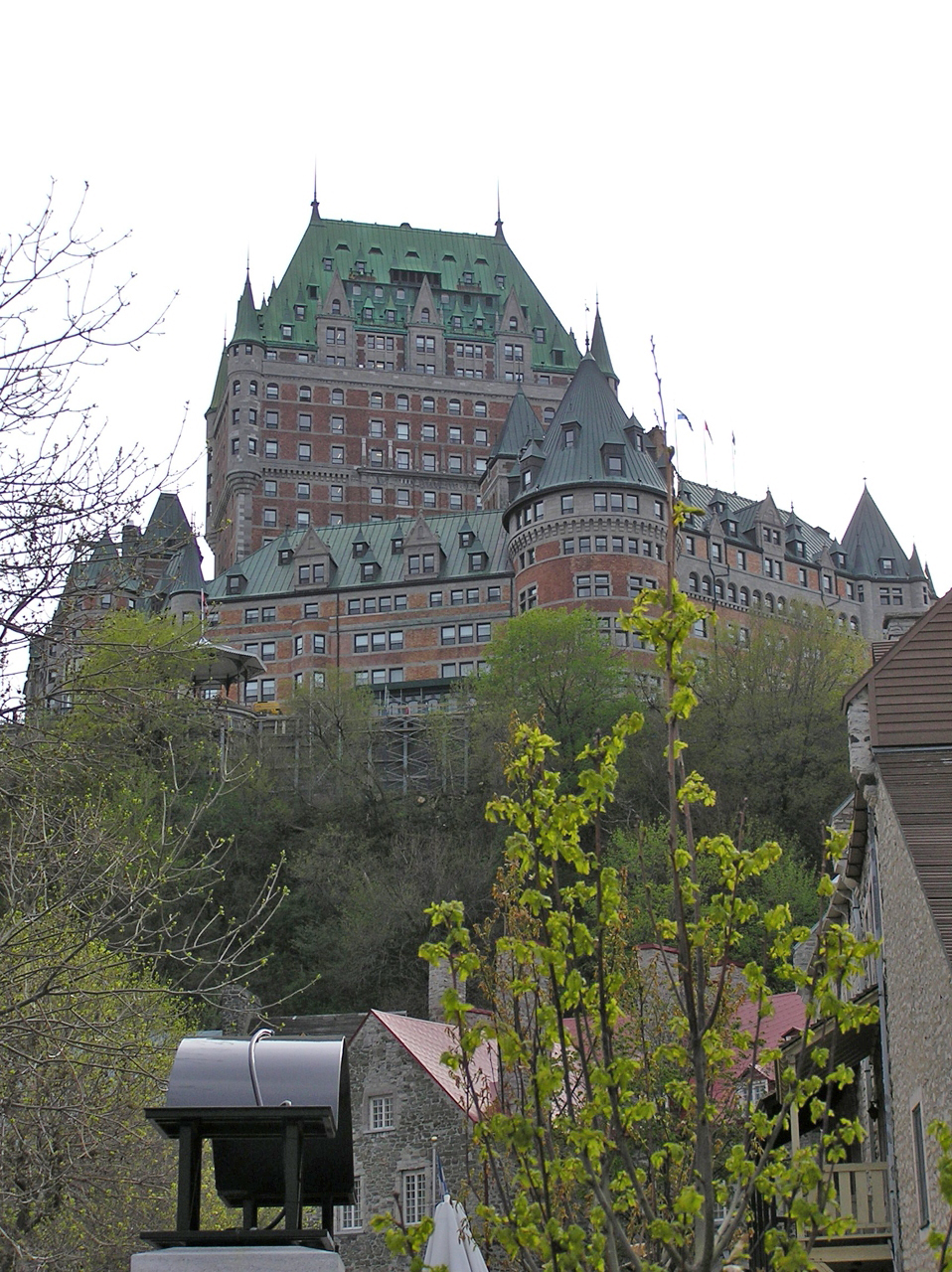
Château Frontenac in Québec

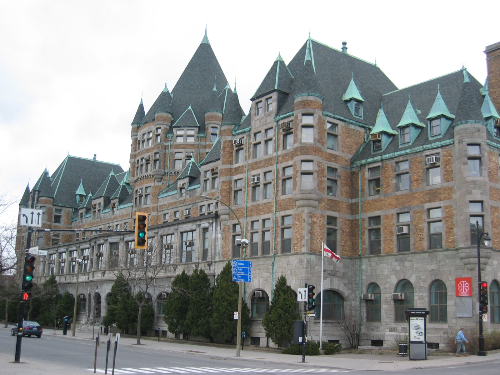
Place Viger in Montreal

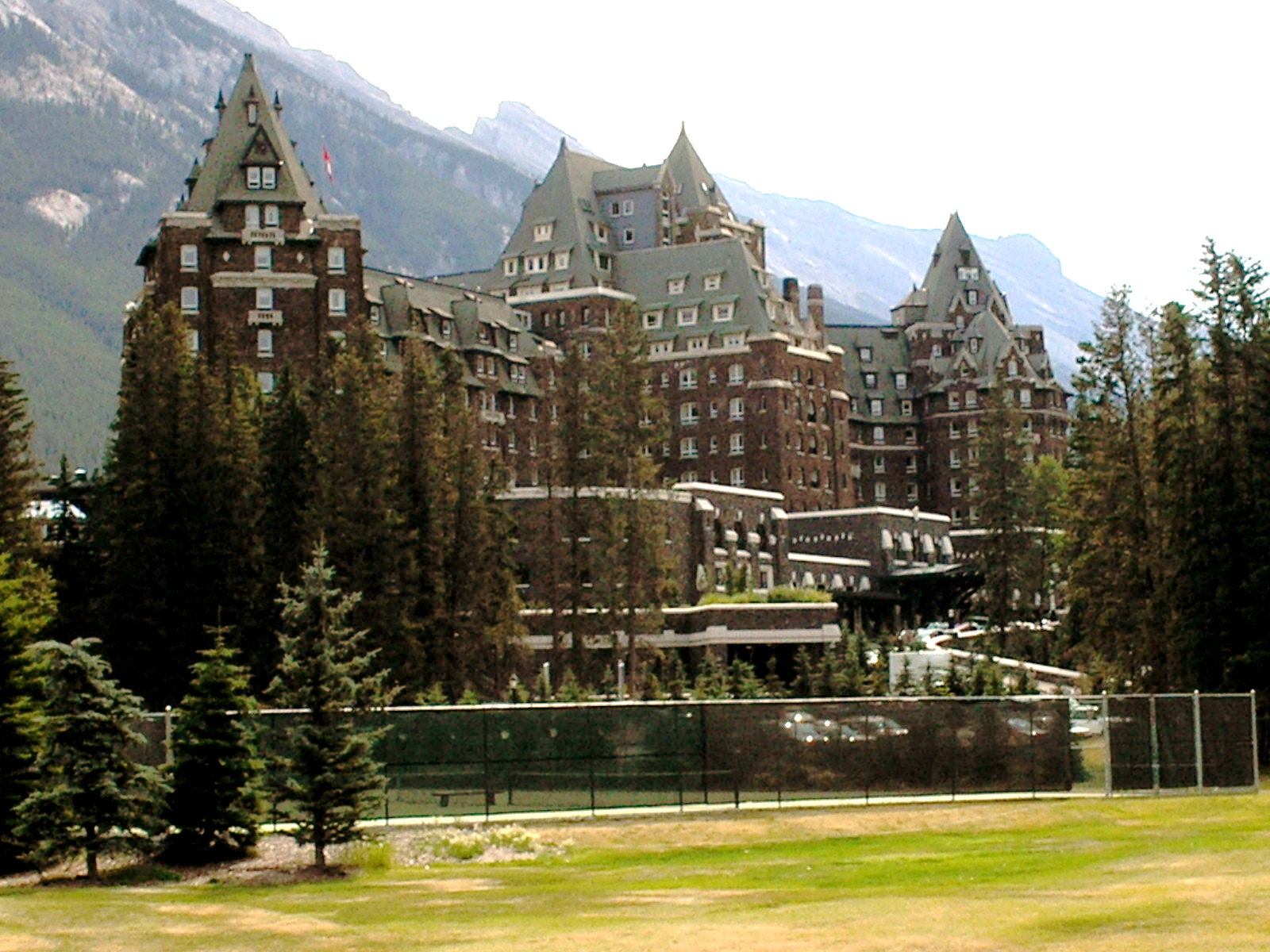
Banff Springs Hotel

Canadian Pacific Hotels war eine Abteilung des Konzerns Canadian Pacific Railway (CPR), die zahlreiche luxuriöse Hotels in Kanada betrieb. Die meisten dieser Hotels wurden von der CPR selbst gebaut, andere von den Canadian National Hotels übernommen. Heute werden sie unter der Bezeichnung Fairmont Hotels and Resorts betrieben.
CPR baute zwei Typen von Hotels: Städtische Hotels in unmittelbarer Nähe zu den jeweiligen Hauptbahnhöfen als Übernachtungsmöglichkeit für Erstklasspassagiere, Geschäftsleute und Besucher der Stadt sowie Hotels an landschaftlich reizvoller Lage, die als Touristenziele vermarktet wurden. Die Hotels sahen zwar unterschiedlich aus, doch waren Wände aus Granit und mit Kupfer verzierte Dächer ein gemeinsames Merkmal. Manche wurden so gebaut, dass sie europäischen Schlössern gleichen.

## Geschichte
Die CPR hatte 1886 am Rogers Pass, in Field, in North Bend und Revelstoke kleinere Hotels errichtet, um Reisende unterzubringen. Diese ersten vier Hotels waren noch sehr bescheiden und wurden gebaut, um auf Strecken, die damals noch zu steil für den Einsatz von Speisewagen waren, die Passagiere zu verpflegen. Sie wurden aufgegeben, da sie nach der Einführung von Speisewagen nicht mehr profitabel waren.
Das erste Stadthotel war das am 16. Mai 1888 eröffnete Hotel Vancouver. Zwei Wochen später folgte mit dem Banff Springs Hotel das erste ländliche Hotel. Der neue CPR-Präsident William Cornelius Van Horne hatte den Standort in den Rocky Mountains persönlich ausgewählt. Das Banff Springs Hotel war ein solch großer Erfolg, dass die CPR die kanadische Regierung dazu bewog, in dessen Umgebung den ersten Nationalpark des Landes einzurichten, den Banff-Nationalpark. Es folgten weitere Hotels in Städten und an attraktiven Standorten in den Bergen. Eines der interessantesten Hotels ist das Château Montebello, das während vielen Jahren das größte aus Baumstämmen errichtete Gebäude der Welt war.
Die Grand Trunk Railway und später die Canadian National Railway (CN) folgten dem Beispiel der CPR und errichteten entlang ihres Schienennetzes ebenfalls Luxushotels. 1988 übernahm die CPR die Hotelkette der CN und wurde dadurch zum größten Hotelunternehmen Kanadas. In den 1990er Jahren begann die Expansion in den USA. Die Delta Hotels wurden 1998 eine Tochtergesellschaft der Canadian Pacific Hotels. Mit der Übernahme der Fairmont-Hotelkette im Jahr 1999 kam das Unternehmen in den Besitz weiterer Hotels, darunter das berühmte Plaza in New York City. Im Oktober 2001 erfolgte die Ausgliederung das Hotelgeschäft aus dem Hauptkonzern, zu diesem Zweck wurde die unabhängige Betriebsgesellschaft Fairmont Hotels and Resorts gegründet.
Die ursprünglichen Hotels in Montreal, Vancouver und St. John’s wurden abgerissen und durch Neubauten ersetzt. Manche der noch existierenden Hotels sind mittlerweile zu Touristenattraktionen geworden, wie z. B. das Château Frontenac in der Stadt Québec. Am 20. Januar 2006 wurde die Fairmont-Hotelkette von der Kapitalgesellschaft Kingdom Hotels International and Colony Capital erworben. Geplant ist eine Zusammenlegung mit den Hotelketten Raffles International und Swissôtel.

## Liste der Canadian Pacific Hotels
- The Algonquin in St. Andrews (New Brunswick)
- Château Frontenac in Québec (1893)
- Château Montebello in Montebello (Québec)
- The Queen Elizabeth in Montreal (1958)
- Royal York in Toronto
- Hotel Saskatchewan in Regina (Saskatchewan)
- Palliser Hotel in Calgary (1914)
- Hotel Macdonald in Edmonton (1915)
- Château Lake Louise in Lake Louise (1890)
- Banff Springs Hotel in Banff (1888)
- Mount Stephen House in Field (British Columbia) (1886)
- Hotel Vancouver in Vancouver (1939)
- Empress Hotel in Victoria (1908)

Ehemalige CN Hotels (erworben 1988):
- Queen Elizabeth Hotel, Montreal, eröffnet 1958
- Château Laurier, Ottawa, eröffnet 1912
- Hotel Macdonald, Edmonton, eröffnet 1915

Ehemalige CP Hotels:
- Hotel Plaza, Frankfurt am Main, Deutschland, eröffnet 1975, Gebäude verkauft 1980.
- Hotel Plaza, Hamburg, Deutschland, eröffnet 1973, verkauft 1988.[1]
- Hotel Plaza, Bremen, Deutschland, eröffnet 1985, verkauft 1989